# Lothar Wrede
Lothar Wrede (* 12. November 1930 in Hagen; † 28. Februar 2019) war ein deutscher Politiker (SPD). Wrede amtierte von 1964 bis 1971 als ehrenamtlicher Oberbürgermeister der Stadt Hagen. Er war von 1976 bis 1980 Parlamentarischer Staatssekretär beim Bundesminister für Verkehr und für das Post- und Fernmeldewesen und 1982 Parlamentarischer Staatssekretär beim Bundesminister für innerdeutsche Beziehungen.

## Leben und Beruf
Nach dem Besuch der Volksschule absolvierte Wrede eine Elektrikerlehre und arbeitete anschließend als Betriebselektriker. 1954 nahm er eine Tätigkeit als kaufmännischer Angestellter auf. Daneben wirkte er als Aufsichtsratsmitglied in verschiedenen Unternehmen.

## Partei
Wrede trat 1950 in die SPD ein und war von 1960 bis 1964 Geschäftsführer des SPD-Unterbezirkes Hagen-Ennepe/Ruhr.

## Abgeordneter
Wrede war von 1956 bis 1976 Ratsmitglied der Stadt Hagen und dort bis 1964 Vorsitzender der SPD-Fraktion. Von 1962 bis zu seiner Mandatsniederlegung am 10. November 1969 war er Mitglied des Nordrhein-Westfälischen Landtages. Dem Deutschen Bundestag gehörte er von 1969 bis 1983 an. Hier war er von 1980 bis zum 16. Juni 1982 Vorsitzender des Ausschusses für das Post- und Fernmeldewesen. Er ist stets als direkt gewählter Abgeordneter des Wahlkreises Hagen in den Bundestag eingezogen.

## Öffentliche Ämter
Wrede amtierte von 1964 bis 1971 als ehrenamtlicher Oberbürgermeister der Stadt Hagen. Am 16. Dezember 1976 wurde er als Parlamentarischer Staatssekretär beim Bundesminister für Verkehr und für das Post- und Fernmeldewesen in die von Bundeskanzler Helmut Schmidt geführte Bundesregierung berufen. Nach der Bundestagswahl 1980 schied er zunächst aus dem Amt, wurde aber anlässlich einer Kabinettsumbildung am 28. April 1982 zum Parlamentarischen Staatssekretär beim Bundesminister für innerdeutsche Beziehungen ernannt. Nach der Wahl von Helmut Kohl zum Bundeskanzler schied Wrede am 4. Oktober 1982 aus der Regierung aus.